# Figuren (Lex Horn)
Figuren is een artistiek kunstwerk in Amsterdam-West.
In de jaren 1960-1963 werd aan de Krelis Louwenstraat 1 gebouwd aan een school voor de Vereniging Hendrick de Keijserschool. Het zou onderdak bieden aan de Uitgebreid Technisch Onderwijs; de school was een ontwerp van Arno Nicolaï. De Hendrick de Keijserschool uit De Pijp verliet, onder andere vanwege het lawaai van een naburige melkfabriek, zijn gebouw aan de 1e Jan Steenstraat 19 voor deze nieuwbouw. In die tijd gold de 1%-regeling; een procent van de bouwkosten moest uitgegeven worden aan kunstwerken. In dit geval maakte Lex Horn een betonreliëf, waarin hij mensen, planten en een wolkendek weergaf, aldus Buitenkunst Amsterdam en Rijksakademie op de kaart.  Het reliëf werd geplaatst op een overstek in de voorgevel van de school.      
De school ging in juli 1963 over, maar werd pas in februari 1964 officieel geopend door Hans Grosheide, staatssecretaris van onderwijs, kunsten en wetenschappen.
Het als school gebouwde pand werd rond 2008 omgevormd tot een broedplaats (van kunstenaars) in een bedrijfsverzamelgebouw. Op 28 april 2009 werd het gebouw tot gemeentelijk monument verklaard.

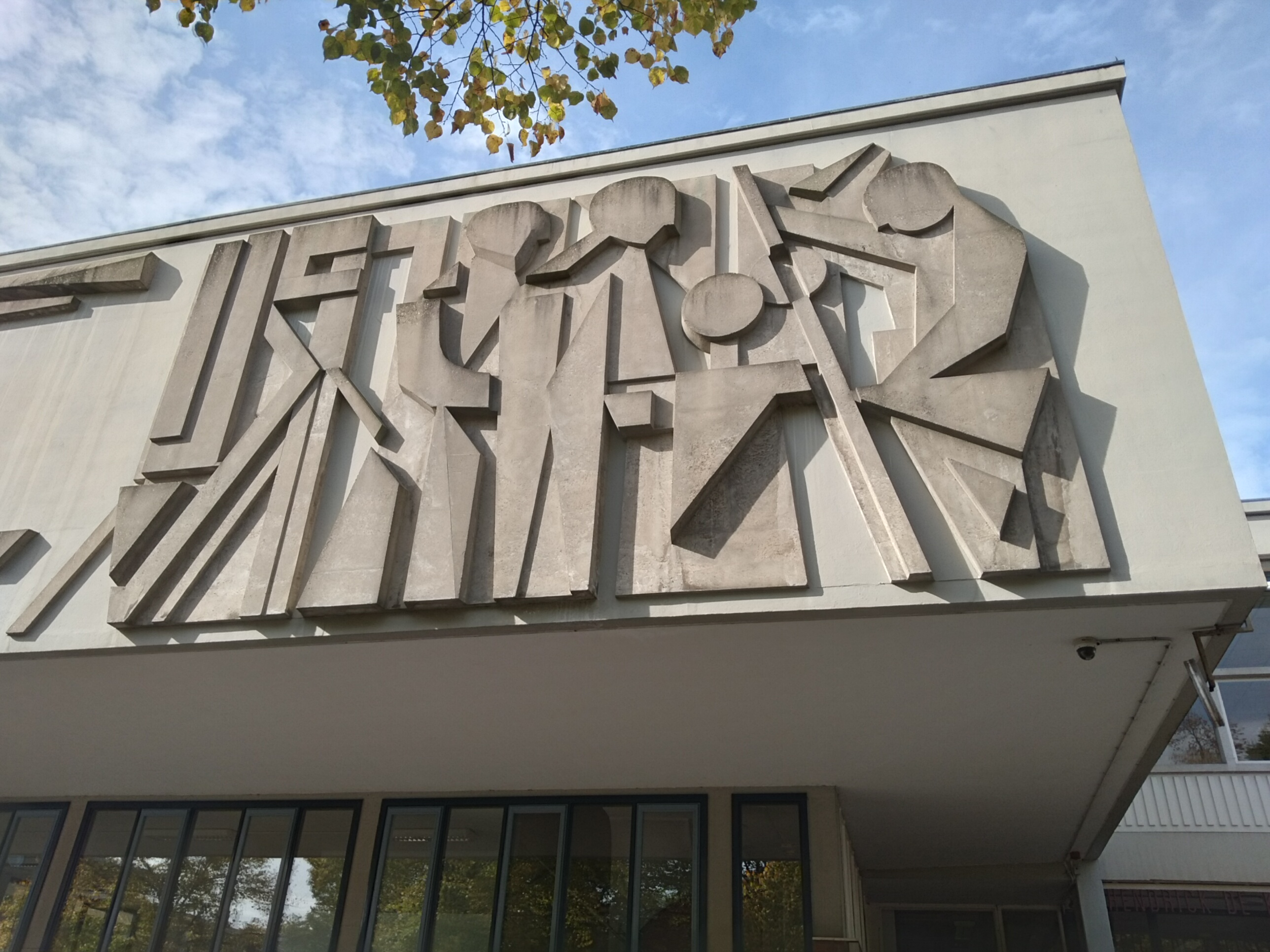
Detail van Figuren (oktober 2020)